# Mediolan-San Remo 2009
Jubileuszowa 100. edycja klasyku Mediolan-San Remo odbyła się 21 marca 2009 roku na trasie długości 298 kilometrów. Kolarze wystartowali o godzinie 9:45 w Via della Chiesa Rossa niedaleko Mediolanu, a do mety przyjechali około 16:30. W wyścigu nie wystartował żaden Polak, ani też zwycięzca poprzedniej edycji - Fabian Cancellara.

## Profil trasy

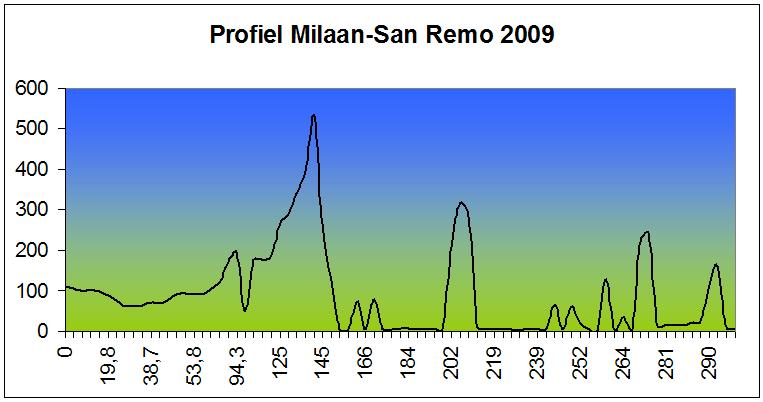
Profil trasy

Zawodnicy wystartowali w Via della Chiesa Rossa niedaleko Mediolanu. Od początku wyścigu zawodnicy kierowali się na południowy zachód. Pierwszy trudniejszy podjazd znajdował się na 143 kilometrze trasy. Zawodnicy jechali na Passo del Turchino, liczący 2,58 km, a pod koniec wyścigu na podjazdach zaliczanych do nieco łatwiejszych - Cipressa oraz Poggio di San Remo.

## Wyniki
| M-ce | Imię i nazwisko     | Kraj            | Drużyna                      | Czas          |
| ---- | ------------------- | --------------- | ---------------------------- | ------------- |
| 1.   | Mark Cavendish      | Wielka Brytania | Team Columbia                | 6h 42min. 31s |
| 2.   | Heinrich Haussler   | Niemcy          | Cervélo TestTeam             | ten sam czas  |
| 3.   | Thor Hushovd        | Norwegia        | Cervélo TestTeam             | ten sam czas  |
| 4.   | Allan Davis         | Australia       | Quick Step                   | + 0:02 s      |
| 5.   | Alessandro Petacchi | Włochy          | L.P.R. Brakes-Farnese Vini   | + 0:02 s      |
| 6.   | Daniele Bennati     | Włochy          | Liquigas                     | + 0:02 s      |
| 7.   | Aitor Galdos        | Hiszpania       | Euskaltel-Euskadi            | + 0:02 s      |
| 8.   | Enrico Rossi        | Włochy          | Ceramica Flaminia            | + 0:02 s      |
| 9.   | Luca Paolini        | Włochy          | Acqua & Sapone-Caffè Mokambo | + 0:02 s      |
| 10.  | Peter Velits        | Słowacja        | Team Milram                  | + 0:02 s      |